# Gölshäuser Dorfbach
Der Gölshäuser Dorfbach ist ein 4,1 km langer Bach in Baden-Württemberg, der in Bretten im Landkreis Karlsruhe von rechts in die Weißach mündet.

## Name
Der Bach wurde 1557 als „geltzhauser bach“ erstmals schriftlich erwähnt. Auch Namen wie „geltzhausser bechlin“ (Gölshäuser Bächlein, 1563) oder „Geltzhausser Graben“ (1563) waren in Bretten geläufig. In Gölshausen wurde er lediglich „Dorfbach“ genannt.

## Geographie

### Verlauf
Der Gölshäuser Dorfbach entspringt im Waldgebiet Lehrwald zwischen den Brettener Stadtteilen Gölshausen und Büchig auf einer Höhe von etwa 225 m ü. NHN. Zunächst fließt er in westlicher Richtung und überquert nach rund 400 Metern die Kreisstraße 3505, welche Gölshausen mit Oberacker verbindet. Kurz darauf schwenkt er nach Süden und tritt allmählich in landwirtschaftlich genutztes Ackerland ein. Bei Fließkilometer 1,5 erreicht er den Siedlungsbereich von Gölshausen, wo er am Ortseingang zwei Zuflüsse aufnimmt: den 200 Meter langen „Im Brüchle“ sowie einen 1,2 Kilometer langen, namenlosen Bach.
In Gölshausen verläuft der Dorfbach zunächst unterirdisch unter der Oberdorfstraße. An der Eppinger Straße knickt er nach Osten ab und setzt seinen Lauf südwärts zwischen Wohnhäusern fort. Zwischen Römerstraße und Mönchstraße mündet von rechts der sogenannte Erdgraben ein. Anschließend folgt der Bach dem Verlauf der Herderstraße und Lortzingstraße, die nach der Kreuzung mit der Nicolaistraße in die Sophie-Scholl-Straße übergeht und somit die Brettener Gemarkung erreicht. Im Bereich der Flur „Kupferhälde“ trennt er sich von der Sophie-Scholl-Straße und verläuft entlang des Brettener Ortsrands. Dort nimmt er von links einen kleinen Zufluss auf, das sogenannte Derdinger Brünnle.
Nach der Unterquerung der Bundesstraße 35 fließt der Gölshäuser Dorfbach eingedolt durch Bretten, bis er schließlich auf etwa 170 m ü. NHN südöstlich der Feuerwehr Bretten in die Weißach mündet. Sein 4,1 km langer Lauf endet etwa 55 Höhenmeter unterhalb seiner Quelle, er hat somit ein mittleres Sohlgefälle von circa 13 ‰.

### Einzugsgebiet
Das 7,3 km² große Einzugsgebiet des Gölshäuser Dorfbachs liegt im Brettener Hügelland und nahezu vollständig auf dem Gemeindegebiet der Stadt Bretten. Im Uhrzeigersinn grenzt es an die  Einzugsgebiete des Neibsheimer Dorfbachs (nordwestlich), Bauerbachs (nordöstlich), Seebergerbachs (östlich), der Weißach (südlich) sowie des Riedgrabens und Wallsgrabens (westlich). Die höchste Erhebung bildet mit 266 m ü. NHN der Hammberg nördlich von Gölshausen.

### Zuflüsse
Liste einer Auswahl der direkten und indirekten Zuflüsse jeweils von der Quelle zur Mündung. Nachweise der Angaben bei bestehenden Artikeln in diesen, sonst nach den Gewässerlayern der amtlichen Gewässerkarte oder nach dem dortigen Layer Topographische Karte.
- Im Brüchle, von links 0,2 km
- namenloser Zufluss, von links, 1,2 km
- Erdgraben, von links, 1,7 km 
  - Kreuzgraben 0,6 km
- Derdinger Brünnle, von rechts, 0,7 km

### LUBW
Amtliche Online-Gewässerkarte mit passendem Ausschnitt und den hier benutzten Layern: Lauf und Einzugsgebiet des Gölshäuser Dorfbach

Allgemeiner Einstieg ohne Voreinstellungen und Layer: Daten- und Kartendienst der Landesanstalt für Umwelt Baden-Württemberg (LUBW) (Hinweise)
1. 1 2  Höhe nach dem Höhenlinienbild auf dem Hintergrundlayer Topographische Karte.
2. ↑  Länge nach dem Layer Gewässernetz (AWGN).
3. ↑  Einzugsgebiet nach dem Layer Basiseinzugsgebiet (AWGN).

### Andere Belege
1. ↑  Willy Bickel: Der Saalbach und seine Zuflüsse. Beitrag zur Flußnamensforschung des Kraichgaus. In: Fritz Herzer (Hrsg.): Bruchsaler Heimatgeschichte. Bruchsal 1955, S. 207.
2. ↑  Josef Schmithüsen: Geographische Landesaufnahme: Die naturräumlichen Einheiten auf Blatt 161 Karlsruhe. Bundesanstalt für Landeskunde, Bad Godesberg 1952. → Online-Karte (PDF; 5,1 MB)
3. ↑  Modellierte Werte nach Abfluss-BW Gewässerknoten MQ/MNQ
4. ↑  Ernst Schneider: Die Flurnamen der Stadt Bretten - Ein Beitrag zur Namenkunde des Kraichgaues. Esser Druck Bretten 1985, S. 82.
5. ↑  Daten- und Kartendienst der Landesanstalt für Umwelt Baden-Württemberg (LUBW) (Hinweise)